# برزین (پسر گرشاسپ)
بُرزین، در شاهنامه نام فرزند گرشاسپ و نوه جمشید است. وی از جملهٔ پهلوانان نوذر به شمار می‌آمد. برزین در تاج‌گذاری کیقباد حضور داشت و پس از پیروزی بر تورانیان، پاداش ارزنده دریافت نمود.
همچنین برزین به همراه کیکاووس به جنگ مازندران رفت و در دومین نبرد به کین خواهی سیاوش دلاوریها بسیار نمود. برزین در نوند نیز، با رستم و پهلوانان دیگر به شکارگاه افراسیاب رفت. فردوسی در فرازهای گوناگونی از شاهنامهٔ خویش از برزین نام برده، که بیت زیر نمونه‌ای از آنهاست:
| چو بُـرزین و چون قارن رزمزن |  | چو خراد و کشواد لشکرشکن |

## تصویر اسطوره‌ای برزین
به احتمال قریب به یقین در شاهنامه بیش از یک شخصیت با عنوان برزین وجود داشته است. امّا آنچه مهم بوده احتمالاً عقیده برزین (موبد) است که او را به اسطوره و از سایر اساطیر متمایز نموده است. نخستین بار از آتش تیز برزین در زمان منوچهر یاد شده و متعاقب آن در دوران برخی پادشاهان باستانی نیز از آتش تیز برزین یاد می‌گردد. 
| شب تار جویندهٔ کین منم         |  | همان آتش تیز برزین منم    |
| سزاوار این جستن کین منم       |  | به جنگ آتش تیز برزین منم  |
| .                             |  | .                         |
| چو کشواد و خرّاد و برزین گو    |  | فشاندند گوهر بر آن تاج نو |
| چو شیدوش و رهّام و گستهم و گیو |  | زره‌دار خرّاد و برزین نیو   |
| دگر داد برزین رزم آزمای       |  | کجا زاولستان بدو بد بپای  |